# Some Assembly Required
Some Assembly Required (Alguien ha sido requerido en España y Se requieren alguno ensamblajes en Latinoamérica) es el segundo episodio de la segunda temporada de la serie de televisión estadounidense Buffy, la cazavampiros.
El episodio fue escrito por Ty King y dirigido por Bruce Seth Green. La narración sigue a la Scooby Gang cuando encuentran partes de cuerpos en el instituto de Sunnydale — Mientras tanto, Buffy se enfrenta a Ángel en su relación, Willow admite que le gusta Xander ante Buffy y el romance entre Giles y Jenny Calendar comienza a surgir cuando Giles le pide una cita. Solo hay un problema: su cita es interrumpida por Eric y su siniestro plan.

## Argumento
El cuerpo de una animadora (Amanda Wilmshurst) muerta es arrastrado por el cementerio y Buffy (Sarah Michelle Gellar) regresa a su labor de cazadora, pero los restos que encuentran corresponden a tres cuerpos: el de la animadora y dos amigas que murieron con ella en el accidente. Giles sospecha de una actividad zombi, apuntando las pistas hacia Chris (Angelo Spizzini), un genio de la ciencia que ha estado callado desde que su hermano Daryl (Ingo Neuhaus) murió.
Descubren que Chris y Eric han estado fabricando secretamente una chica con los miembros de las animadoras muertas para que su hermano Daryl no esté solo. La única parte que les hace falta es la cabeza, debido a que el formaldehído que se usa para conservar los cuerpos deteriora las células del cerebro, por lo que las cabezas de las animadoras no les servían. Para ello, tienen tres candidatas: Cordelia (Charisma Carpenter), Buffy y Willow (Alyson Hannigan). Daryl elige a Cordelia, pero Chris le advierte que no piensa matar a nadie, por lo que su hermano se enfada.
Mientras tanto Giles está cortejando a Jenny (Robia Scot) en su primera cita oficial. Esa noche, Eric decide matar a Cordelia ya que Chris no quiso hacerlo, pero Buffy llega en el momento justo para salvarla. Mientras ambos luchan estalla un bidón de gasolina. Comienza un incendio y Xander, que fue a ayudar, saca a Cordelia y la pone a salvo. Al ver el cuerpo de su novia entre las llamas, Daryl se lanza hacia él y muere abrasado.
Ángel (David Boreanaz) y Buffy hablan por fin. Él admite que ha estado un poco celoso de Xander y se siente fuera de su vida ya que sólo puede verla de noche.

## Reparto

### Personajes principales
- Sarah Michelle Gellar como Buffy Summers.
- Nicholas Brendon como Xander Harris.
- Alyson Hannigan como Willow Rosenberg.
- Charisma Carpenter como Cordelia Chase.
- David Boreanaz como Angel.
- Anthony Stewart Head como Rupert Giles.

### Apariciones especiales
- Robia LaMorte como Jenny Calendar.
- Angelo Spizzirri como Chris Epps.
- Michael Bacall como Eric Gittleson.
- Ingo Neuhaus como Daryl Epps.
- Melanie MacQueen como Mrs. Epps
- Amanda Wilmshurst como Joy.

## Producción